# Конвой JW-56A
Конвой JW-56A — арктический конвой времён Второй мировой войны.
JW-56A был отправлен в СССР 12 января 1944 года со стратегическими грузами и военной техникой из США, Канады и Великобритании из Лох-Ю. В его состав входило 20 грузовых судов. Прикрытие конвоя осуществлялось несколькими группами кораблей союзников. Через три дня угодили в полосу жесточайшего шторма, часть судов были повреждены. 27 января конвой JW-56A в составе 12 судов вошел в Кольский залив. Потери — 3 транспорта, подводными лодками U-278, U-716 и U-957 было потоплено три транспортных судна типа «Либерти» и «Виктори» общим тоннажем 21 530 тонн и подлодкой U-360 был поврежден британский эсминец «Обдъюрэйт». 5 судов в силу полученных повреждений повернули обратно.